# کارل اکسل ستربرگ
کارل اکسل ستربرگ (انگلیسی: Carl Axel Setterberg; ۱۴ اوت ۱۸۱۲ – ۷ ژانویهٔ ۱۸۷۱) معمار اهل سوئد بود.